# Фолмар I фон Мец
Фолмар I (III) фон Мец (на немски: Folmar I von Metz; † между 995 и 996) е граф на Мец (982 – 995), граф на Близгау (982) и Сааргау, първият граф на Люневил, господар на Люневил, Близкастел, Саарбург.

## Живот
Той е син на граф Фолмар фон Вормс и Мец (* пр. 933; † сл. 958). Внук е на Фолмар, адвокат на Вормс († сл. 930) и съпругата му Рихилда.
Фолмар I се жени за Берта фон Трир († сл. 996), сестра на епископ Беренгер фон Трир († сл. 996). Двамата даряват кралското имение „Родена“ в Саарланд на манастир Метлах.
Неговите наследници се наричат „графове фон Близкастел“.

## Деца
Фолмар I и Берта фон Трир имат три деца:
- Фолмар II фон Мец († сл. 1026), граф на Мец, Близгау, господар на Аманц, Люневил, основател на „Ст. Реми“ в Люневил, женен за Герберга фон Вердюн
- Стефан фон Мец († 12 март 995), епископ на Тул 994.
- Рихилда (Сконехилда) фон Мец († пр. 995/1026), омъжена ок. 985 г. за Дитрих I граф на Бар и херцог на Горна Лотарингия (* ок. 965; † 11 април 1026/2 януари 1027), син на херцог Фридрих I († 978) и Беатрис Френска (939 – 987)